# Atypophthalmus (Atypophthalmus) bilobatus
Atypophthalmus (Atypophthalmus) bilobatus is een tweevleugelige uit de familie steltmuggen (Limoniidae). De soort komt voor in het Afrotropisch gebied.